# .com
.com (comercial) é um domínio de topo genérico (gTLD) usado nos DNS's da internet. Na língua inglesa, é normalmente pronunciado como uma palavra, dot-com, e entrou na linguagem comum dessa forma. Ele é um dos domínios de topo (TLDs) originais, estabelecidos em janeiro de 1985, atualmente o TLD mais usado. O .com foi originalmente administrado pelo Departamento de Defesa dos Estados Unidos.
O DoD (Departamento de Defesa), contratado para sua manutenção junto com o SRI International, que é gerida como DDN-NIC (alternativamente conhecida como SRI-NIC ou simplesmente "o NIC") no domínio nic.ddn.mil. Iniciado em 1 de outubro de 1991, foi contratado para o Government Systems Inc. (GSI), o qual é sub-contratado do Network Solutions Inc. (NSI). Em 1 de janeiro de 1993, a National Science Foundation assumiu a responsabilidade pela sua manutenção, como .com estava sendo usado primeiramente para interesses de não-defesa. A NSF contratou a sua manutenção para a Network Solutions. Em 1995, a NSF autorizou a NSI para iniciar a cobrança dos registrados (de .org e .net bem como .com) em uma taxa anual, ocorrendo isso pela primeira vez desde a sua criação. Inicialmente, foi cobrado $50 por ano, sendo que $35 iam para a NSI, e $15 iam para um fundo governamental. Os novos registrados tinham de pagar para os primeiros dois anos, tornando-o um novo domínio de registro de $100. Em 1997, o Departamento de Comércio dos Estados Unidos assumiu autoridade sobre o domínio (junto com o resto dos domínios genéricos de nível superior). Ele é atualmente operado pela VeriSign, que tinha adquirido a Network Solutions. 
Embora os domínios.com são oficialmente destinados a designar entidades comerciais (como as outras agências governamentais ou instituições educacionais, que têm diferentes domínios de nível superior atribuídas a elas), não houve qualquer restrição sobre quem pode se registrar no domínio.com desde meados da década de 1990. A abertura do registro.com para o público coincidiu com a comercialização e popularização da Internet, e o .com rapidamente se tornou o mais comum domínio de nível superior para sites. Muitas empresas que atuaram no período entre 1997-2001 (o período conhecido como o "dot-com bolha") chegou a incorporar o .com no nome da empresa; que ficou conhecida como dot-coms ou Companhias dot-com. A introdução do .biz em 2001, que é restrito às empresas, teve pouco impacto sobre a popularidade do .com.
Embora companhias de qualquer lugar do mundo possam se registrar no domínio .com, muitos países têm um domínio de nível secundário com um propósito semelhante conhecidos como ccTLD. Esses domínios de segundo nível são geralmente do formulário .com.xx ou .co.xx, onde xx é o ccTLD. México (.com.mx), República da Coreia (.co.kr), Jamaica (.com.jm), Nova Zelândia (.co.nz), Índia (.co.in), Marrocos (.co.ma), a República Popular da China (.com.cn), Paquistão (.com.pk), Reino Unido (.co.uk) e Alemanha (.de) são exemplos.
Muitos sites não-comerciais, tais como os governamentais ou organizacionais (incluindo o Consulado Marroquino em Bordeaux), usa o domínio .com nos endereços. Alguns consideram que esse objetivo é contrário ao objetivo inicial e poderia se também dizer que os domínios .org, .gov, ou outros mais especificos TLD podem ser mais apropriados para tais sites. Contudo, muitas organizações preferem a adição de um domínio .com para um familiar. Assim, os objetivos iniciais de muitos dos domínios de topo se tornou irrelevante, sem restrição para registros. As inscrições são realizadas através de registradores credenciados pela ICANN.

## Procedimentos de transferência
Os domínios podem ser transferidos entre os registrados. Antes de Outubro de 2006, o procedimento utilizado pela VeriSign foi complexo e pouco fiável - requerendo uma notabilidade pública, a fim de verificar a identidade do registrado, quando o mesmo solicitar o domínio de transferência. No fim de Outubro de 2006, surge um novo procedimento, exigindo uma autorização do registrando (também conhecido como o Código EPP) foi introduzida pela VeriSign para reduzir a incidência de "sequestro" no domínio.